# TMEM86B
TMEM86B (англ. Transmembrane protein 86B) – білок, який кодується однойменним геном, розташованим у людей на довгому плечі 19-ї хромосоми. Довжина поліпептидного ланцюга білка становить 226 амінокислот, а молекулярна маса — 24 352.
| 10         |  | 20         |  | 30         |  | 40         |  | 50         |
| ---------- |  | ---------- |  | ---------- |  | ---------- |  | ---------- |
| MDAGKAGQTL |  | KTHCSAQRPD |  | VCRWLSPFIL |  | SCCVYFCLWI |  | PEDQLSWFAA |
| LVKCLPVLCL |  | AGFLWVMSPS |  | GGYTQLLQGA |  | LVCSAVGDAC |  | LIWPAAFVPG |
| MAAFATAHLL |  | YVWAFGFSPL |  | QPGLLLLIIL |  | APGPYLSLVL |  | QHLEPDMVLP |
| VAAYGLILMA |  | MLWRGLAQGG |  | SAGWGALLFT |  | LSDGVLAWDT |  | FAQPLPHAHL |
| VIMTTYYAAQ |  | LLITLSALRS |  | PVPKTD     |  |            |  |            |

A: Аланін

C: Цистеїн

D: Аспарагінова кислота

E: Глутамінова кислота

F: Фенілаланін

G: Гліцин

H: Гістидин

I: Ізолейцин

K: Лізин

L: Лейцин

M: Метіонін

P: Пролін

Q: Глутамін

R: Аргінін

S: Серин

T: Треонін

V: Валін

W: Триптофан

Кодований геном білок за функцією належить до гідролаз. 
Локалізований у цитоплазмі, мембрані.